# Impronta idrica

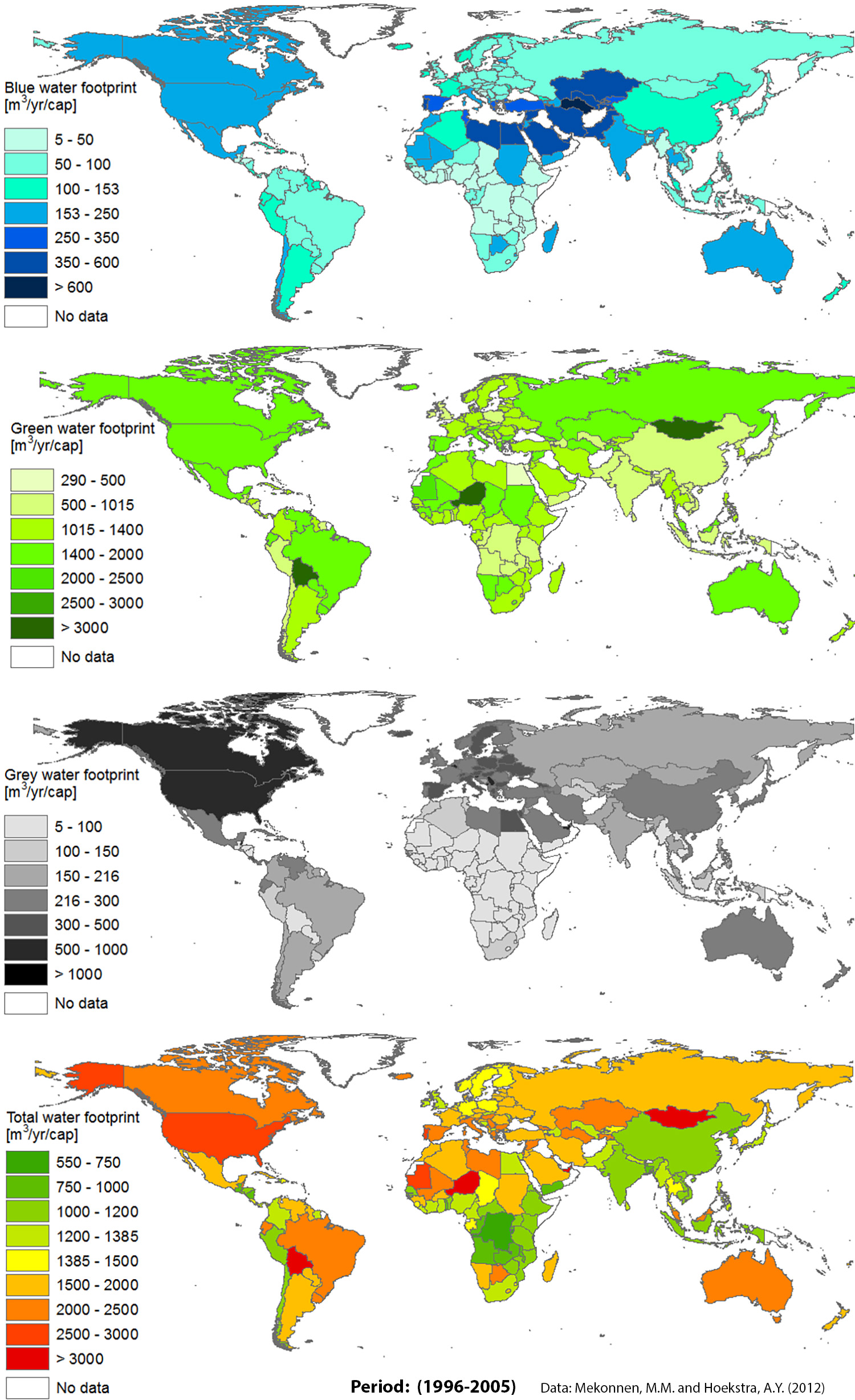
Vista globale dell'impronta idrica dei singoli paesi nel decennio 1996-2005

L'impronta idrica (in inglese water footprint) è un indicatore che mostra il consumo di acqua dolce da parte della popolazione. Si definisce l'impronta idrica di un individuo, di una comunità, di un'organizzazione o di un sistema produttivo come il volume complessivo di acqua dolce consumata per produrre i beni ed i servizi utilizzati dall'individuo, comunità, organizzazione o industria. Il consumo di acqua si calcola come volume di acqua evaporata e/o inquinata in una singola unità di tempo. Un'impronta idrica può essere calcolata per qualsiasi gruppo ben definito di consumatori (individui, famiglie, centri abitati, regioni, paesi) o produttori (organizzazioni pubbliche, imprese privato e settori economici), per un singolo processo (es. la coltivazione del grano), o per ogni prodotto o servizio.
Tradizionalmente il consumo di acqua veniva approcciato dal lato della produzione, quantificando il prelievo idrico in tre settori, quello domestico, quello agricolo e quello industriale. In un mondo globalizzato, dove spesso i prodotti vengono consumati fuori dal contesto di origine, questo si è però rivelato un calcolo limitante. Il commercio internazionale in effetti crea un flusso globale di acqua virtuale - analogamente al concetto di energia grigia. Il concetto di "contenuto di acqua virtuale" (virtual water content) era stato introdotto nel 1993 riferendosi non solo all'acqua contenuta in un prodotto ma soprattutto a quella consumata durante le fasi della sua produzione.
Nel 2002 venne introdotto il concetto di "impronta idrica" da Arjen Hoekstra e Ashok Chapagain dell’Università di Twente, al fine di avere un indicatore economico dell'utilizzo di acqua basato sul consumo finale che potesse fornire informazioni utili in aggiunta al tradizionale indicatore fondato sul settore produttivo. Si tratta di un concetto analogo a quello dell'impronta ecologica introdotta negli anni novanta del XX secolo.
Se il concetto di acqua virtuale si riferisce all'acqua incorporata o consumata nella produzione di un bene o servizio, l'impronta idrica considera i differenti tipi di acque (dividendole in blu, verdi e grigie), ai punti geografici di captazione ed al tempo in cui l'acqua viene utilizzata.
Pertanto fornisce una comprensione di come le scelte economiche ed i processi impattino sulla disponibilità di adeguate risorse idriche e le altre realtà ecologiche.

## Disponibilità idrica
A livello globale, di tutte le precipitazioni che annualmente cadono al suolo (circa 117 000 km³), solo il 4% viene utilizzato direttamente dall'agricoltura, e circa la metà è soggetta ad evaporazione e traspirazione nelle foreste ed altri ambienti naturali. Il resto, che finisce nel ripristinare la acque di falda o nel cosiddetto ruscellamento, costituisce il "totale delle risorse rinnovabili di acqua dolce". Nel 2012 tale quantità era stimata in 52 579 km³/anno. Di questo totale, nel 2007 ne venivano prelevati 3 918 km³, utilizzati al 69% (2 722 km³) in agricoltura, ed il 19% (734 km³) dagli altri settori produttivi. La maggior parte del prelievo idrico agricolo viene utilizzato per l'irrigazione, che consuma il 5,1% delle risorse rinnovabili di acqua dolce. Il consumo globale di acqua è cresciuto rapidamente nel corso degli ultimi cento anni.

## Definizione e misure

### Acqua blu
Si tratta delle acque provenienti dalle risorse idriche superficiali o dalle risorse sotterranee e che viene consumata per evaporazione (ad esempio nell'irrigazione), incorporata in altri prodotti, oppure "aggregata" ad altre quantità di acqua e che non viene ripristinata, oppure viene reintegrata in un secondo momento. "È la quantità di acqua dolce che non torna a valle del processo produttivo nel medesimo punto in cui è stata prelevata o vi torna, ma in tempi diversi".

### Acqua verde
L'acqua verde è quella proveniente dalle precipitazioni che dopo essere penetrata nel suolo viene dispersa per evapotraspirazione o incorporata nelle piante. Diventa particolarmente rilevante considerando le produzioni agricole, orticolturali o forestali.

### Acqua grigia
L'acqua grigia è il volume di acqua necessario a diluire gli inquinanti fino al ripristino degli standard di qualità delle acque. Viene calcolato come:
{\displaystyle {\frac {L}{c_{\text{max}}-c_{\text{nat}}}}}
dove L è il carico di inquinanti, cmax è la massima concentrazione ammissibile e cnat è la normale concentrazione della sostanza inquinante (entrambe espresse in massa/volume).

## Impronta idrica e prodotti
L'impronta idrica non si riferisce solo al totale di litri di acqua usati, ma anche al tempo ed al luogo del suo utilizzo e della eventuale restituzione all'ambiente. L'organizzazione internazionale "Water Footprint Network" compila una banca dati globale relativa all'impronta idrica dei prodotti.
La seguente tabella mostra alcuni esempi dell'utilizzo globale medio di acqua di alcuni prodotti agricoli
| Prodotto            | Media globale di impronta idrica, L/kg |
| ------------------- | -------------------------------------- |
| Mandorle sgusciate  | 16 194                                 |
| Carne bovina        | 15 415                                 |
| Cioccolata          | 17 196                                 |
| Fibra di cotone     | 9 114                                  |
| Lattuga             | 238                                    |
| Latte               | 1 021                                  |
| Olio di oliva       | 14 430                                 |
| Pomodori freschi    | 214                                    |
| Pomodori essiccati  | 4 275                                  |
| Fagioli di vaniglia | 126 505                                |
| Pane di frumento    | 1 608                                  |

## Impronta idrica dei singoli consumatori
L'impronta idrica viene calcolata sugli usi sia diretti che indiretti di acqua dolce da parte degli individui.
La media globale è di un utilizzo di 1 385 m³ all'anno, con differenze anche significative fra differenti paesi:
| Nazione     | Impronta idrica annuale |
| ----------- | ----------------------- |
| Cina        | 1 071 m³                |
| Finlandia   | 1 733 m³                |
| India       | 1 089 m³                |
| Regno Unito | 1 695 m³                |
| USA         | 2 842 m³                |